# Buschhütten
Buschhütten [bʊʃˈhʏ.tən, bʊʃˈhʏ.tn̩], bestehend auch aus den Ortsteilen Langenau (mit Mühlbergsiedlung), Kölsbachgrund und Bottenbach, ist der südlichste Stadtteil von Kreuztal im Siegerland.

## Geschichte
Langenau, Bottenbach und Buschhütten waren bis ins 18. Jahrhundert eigenständige Dörfer. Bis zur kommunalen Neugliederung am 1. Januar 1969 gehörte der Ort dem Amt Ferndorf an. Bereits am 1. April 1930 waren Gebietsteile nach Kreuztal umgegliedert worden.

### Langenau
Langenau ist der älteste der drei Ortsteile von Buschhütten. Im Laufe der Geschichte entstanden verschiedene Schreibweisen für Langenau, zum Beispiel Langenowe, Langenauw, Langenauwe oder Langenouv. Die erste Erwähnung erfolgte am 17. Oktober 1340 in einer Urkunde, in der Eberhard von Seelbach vom Zweige Surdus [d.h. Daub(e)] mit Zustimmung seiner Brüder Friedrich und Alfes seiner Sophie neben anderen Besitzungen auch seine Anteile am Hof zu Lohe und am Hof zu Langenau als Wittum übertrug.
1340 bestand Langenau jedoch nur aus einem einzigen Hofgebäude. In den nächsten Jahrhunderten wurde dann aus diesem ein Burghaus, das mit zwei Meter dicken Wänden im Erdgeschoss und Nischen im Mauerwerk eine hohe Wehrhaftigkeit besaß. Abgesehen von leichten Schäden im Dreißigjährigen Krieg wurde das Burghaus erst bei den schweren Bombenangriffen am 18. März 1945 während des Zweiten Weltkriegs in großem Maße geschädigt.
Andere Besitzungen des Hofguts in Buschhütten waren das Hubergut, das Bußeler Gut, die Langenauer Mühle und das Hofgut zu Sohlbach. Sie bestanden teilweise bis ins 19. Jahrhundert.

### Bottenbach
Die erste urkundliche Erwähnung Bottenbachs (andere Schreibweisen: Buttenbach, Buttebach oder Boittenbach) findet sich in einem Verzeichnis der Einkünfte der Rentei Siegen aus den Jahren 1417 bis 1419. In 1441 wird der erste Bewohner des Dorfes urkundlich erwähnt: Henne (von Bottenbach). Um 1447 stößt man mit dem Namen Heinrich Karrenstoiß auf einen weiteren Bewohner Bottenbachs.
Bottenbach war damals dem Grafen von Nassau-Siegen zehntpflichtig. Das Herbstschätzungsregister von 1461 zählt elf Pflichtige. Ein Jahrhundert später, 1566, hatte der Ort zwölf Höfe, worunter sich ein Lehngut und ein Gut der Kirche zu Netphen befanden.
Eine gräfliche Genehmigung aus dem Jahr 1452 für die Herren Ewert von Wischel und Damian von Lohe, auf den Hubenwiesen zu Langenau eine Eisenhütte zu errichten, wurde der Anfang der Geschichte Buschhüttens. Diese Hütte gab Wilhelm von Wischel 1486 den Brüdern Gothard und Sibel („Der Stumme“) Busch und den Brüdern Henne und Gothard Schelhart zur Erbleihe. Zunächst wurde die Hütte nach Sibel Busch die „Stummenhütte“ genannt, bis 1853 erstmals der Name „Buschhütte“ erscheint.

### Buschhütten
Im Verlauf des 17. Jahrhunderts nahm die Zahl der Gewerken erheblich zu. 1690 zählten Bottenbach und Buschhütten zusammen 30 Häuser. Der Eisenhammer und das Gut gehörten beiden den Junkern zu Langenau. Nach dem Aussterben der von Wischels gelangten Eisenhammer und Gut 1746 durch Zwangsverkauf an den Prinzen von Nassau-Oranien. Dieser verkaufte den Hammer 1782 „erb- und eigentümlich“ an 14 „Private“, wodurch er in ein gewerkschaftliches Unternehmen umgewandelt wurde.
Im Jahr 1804 wird von dem Buschhüttener Werk als „Eisen- und Frisch-Hammer“ berichtet, das Stabeisen fabriziert.
1846 fällt der Hammer an die vier Söhne des Eberhard Achenbach, Schulze der Hüttengewerkschaft Marienborn. Von ihnen trägt das Werk bzw. die heutige Firma Achenbach Buschhütten, die einer der Weltmarktführer in der Herstellung von Walzwerken für extrem dünne Walzungen (Folien) ist, ihren Namen. Der Eisenhammer wurde nach seinem Erwerb abgebrochen und an seine Stelle eine Eisengießerei erbaut.
Im Jahr 1818 zählte Buschhütten 40 Häuser und 220 Einwohner und hatte damit Bottenbach mit 19 Häusern und 124 Einwohnern überflügelt. Die beiden Ortschaften wuchsen zu einer Gemeinde zusammen. Langenau, das mit seiner Gerichtsbarkeit immer zum Gericht und Kirchspiel Ferndorf gehörte, wurde ein Teil der politischen Gemeinde Buschhütten.
Die geschichtliche Entwicklung Buschhüttens zu einer bedeutenden Industriegemeinde fand auch im Ortsteilwappen Niederschlag. Der Schild ist in der Mitte quergeteilt. Die obere Hälfte zeigt auf goldenem Grund einen wuchtigen Hammer, über dem Amboss schwebend; im unteren Schildteil ruht auf blauem Grund das goldene Hifthorn.
Der letzte auffindbare Beleg für die Eigenständigkeit Bottenbachs sind die Gemeinderechnungen für 1768 und 1769, die von dem Ortsvorsteher Johannes Schäfer erstellt wurden.
Zwischen 1601 und 1783 gab es insgesamt 13 Ortsvorsteher, von denen der letzte namentlich aufgeführte Johannes Knipp war. Höchstwahrscheinlich hat Bottenbach irgendwann nach 1783 als eigenständige Gemeinde aufgehört zu existieren und sich dem mittlerweile wesentlich größeren und bedeutsameren Buschhütten angeschlossen, wodurch der Name Bottenbach jedoch nicht in Vergessenheit geraten ist.
In Bottenbach gab es in den knapp 400 Jahren seines eigenständigen Bestehens nie mehr als 22 Häuser und 120 bis 130 Einwohner.
Am 4. Juli 1893 fielen in Bottenbach einem Großbrand neun Wohnhäuser zum Opfer.
Auch von den Auswirkungen des Zweiten Weltkrieges blieb Buschhütten nicht verschont. So wurden am 18. März 1945 bei einem Luftangriff eines alliierten Bomberverbandes, bei dem insgesamt 76 Menschen den Tod fanden, 60 Wohnhäuser in Buschhütten, Ferndorf und Kreuztal zerstört.

### Wappen
| Wappen der ehemaligen Gemeinde Buschhütten, Kreis Siegen | Blasonierung: „Geteilt von Gold (Gelb) und Blau; oben ein blauer wuchtiger Hammer, über dem Amboss schwebend, unten ein goldenes (gelbes) Hifthorn.“ |
| Wappen der ehemaligen Gemeinde Buschhütten, Kreis Siegen | Wappenbegründung: Das Wappen wurde am 27. Mai 1939 vom Oberpräsidenten der Provinz Westfalen genehmigt. Hammer und Amboss erinnern an die Gründer des ersten Eisenhammers und Namensgeber der Gemeinde, die Gebrüder Busch. Das Hifthorn entstammt Gerichtssiegeln der Gemeinden Ferndorf und Krombach aus dem Jahre 1470. |

## Weitere Informationen
- Ebenfalls ein Weltmarktführer, die Mülltonnenfabrikation Gebr. Otto KG (seit 2011 ESE Group), war bis in die späten 1990er Jahre in Buschhütten ansässig. Das Ortsbild prägt auch die Kirche der evangelischen Kirchengemeinde Buschhütten.
- Einen großen Teil der Fläche nimmt der Rangierbahnhof Kreuztal Güterbahnhof in Anspruch.
- In Buschhütten befindet sich das einzige Warmwasserfreibad der Stadt. Das erste Bad an dieser Stelle wurde bereits im Jahre 1925 eröffnet.
- Im Bereich Sport dominiert eine Großveranstaltung: Immer im Mai veranstaltet der TVG Buschhütten den Siegerland-Cup (Triathlon), der mittlerweile zu den wichtigsten in ganz Deutschland gehört. Das EJOT Team TV Buschhütten startet erfolgreich in der 1. Triathlon-Bundesliga.
- Verkehrlich ist Buschhütten über die Hüttental-Entlastungsstraße (bzw. kurz „HTS“ genannte Bundesstraße 54n) an die A 45 und die A 4 angeschlossen.